# JL Roop
Joseph Leeland Roop (Louisville, 22 dicembre 1869 – Glendale, 22 dicembre 1932) è stato un animatore e scultore statunitense.

## Biografia
Era uno scultore e la maggior parte della sua vita e del suo lavoro si svolse in Indiana, Kentucky e California.

### Opere
Roop fu un pioniere dell'animazione in stop motion; lavorò infatti alla versione del 1925 de Il mondo perduto al fianco di Willis O'Brien.
È il "padre" dei primissimi Tom and Jerry, ma il suo lavoro fu soprattutto quello di scultore. Lavorò per molti musei per la realizzazione di diorami, soprattutto per il Museo di Storia Naturale di Los Angeles, dove creò la maggior parte dei primi diorami in miniatura sulla storia della California, la maggior parte dei quali sono ancora in mostra.

## Filmografia parziale
- The Gorilla Hunt (1926) (animatore: gorilla) (non accreditato)
- Tom Goes on His Vacation (1924) (regista)
- The Gasoline Trail (1923) (regista)